# Apertura Ware
L'apertura Ware è l'apertura nel gioco degli scacchi caratterizzata dalla mossa:
1. a4

L'apertura deve il suo nome a Preston Ware (1821-1891), un giocatore statunitense solito a queste aperture stravaganti. Viene classificata nell'enciclopedia delle aperture scacchistiche con il codice A00.

## Analisi
Per quanto perfettamente legale, 1.a4 è poco più di una curiosità scacchistica: è difatti del tutto assente a tutti i livelli di gioco. Le uniche possibili strategie che potrebbero sostenere questa apertura sono il mettere pressione sulla casa b5 (del tutto secondaria) e prepararsi ad un'uscita anticipata della torre da a1 ad a3, facilmente contrastabile da 1…e5, che scopre l'alfiere in f8 e di conseguenza blocca la torre avversaria.
L'apertura Ware può, in qualche rarissimo caso, trasporre in alcune variazioni della difesa slava.

### Continuazioni
- 1…d5 (variante di donna)
- 1…e5 (variante di re)
  - 2.h4 (variante Crab)